# Agrilus diaolin
Agrilus diaolin es una especie de insecto del género Agrilus, familia Buprestidae, orden Coleoptera.
Fue descrita científicamente por Jendek, 2001.